# Máramaros megye természetvédelmi területeinek listája
Máramaros megye természetvédelmi területeinek listája azokat a természetvédelmi területeket tartalmazza, amelyek a romániai Máramaros megyében találhatóak, és országos jelentőségűnek minősülnek az 5/2000 számú törvény értelmében.
| Kód       | Kép                    | Magyar elnevezés                                             | Román elnevezés                                    | Helység                            | IUCN- kategória | Típus                        | Terület (ha) |
| --------- | ---------------------- | ------------------------------------------------------------ | -------------------------------------------------- | ---------------------------------- | --------------- | ---------------------------- | ------------ |
| RONPA0579 |                        | Bătrâna-forrás                                               | Izvorul Bătrâna                                    | Majszin                            | III             | hidrogeológiai               | 0,50         |
| RONPA0580 | Nagy-Pietrosz          | Nagy-Pietrosz rezervátum                                     | Rezervația științifică Pietrosul Mare              | Borsa, Majszin                     | I,a             | vegyes                       | 3 300        |
| RONPA0581 | Felsőbányai Kék-tó     | Kék-tó                                                       | Lacul Albastru                                     | Felsőbánya                         | III             | hidrogeológiai               | 0,50         |
| RONPA0582 |                        | Kisbányai kövület-rezervátum                                 | Rezervația fosiliferă Chiuzbaia                    | Kisbánya                           | IV              | őslénytani                   | 50           |
| RONPA0583 |                        | Nagysomkút barlangja                                         | Peștera Vălenii Șomcutei                           | Nagysomkút                         | III             | barlangtani                  | 5            |
| RONPA0584 |                        | Rákosfalvi csontbarlang                                      | Peștera cu Oase de la Poiana Botizii               | Rákosfalva (Erzsébetbánya község)  | III             | barlangtani                  | 0,50         |
| RONPA0585 |                        | Brébi-tó                                                     | Lacul Morărenilor                                  | Bréb                               | IV              | vegyes                       | 20           |
| RONPA0586 |                        | Sâlhoi-sziklák – Zâmbroslavele természetvédelmi terület      | Stâncăriile Sâlhoi - Zâmbroslavele                 | Borsa                              | IV              | tájképi és geobotanikai      | 5            |
| RONPA0587 |                        | Poiana Brazilor mocsarak                                     | Mlaștina Poiana Brazilor                           | Máragyulafalva község              | IV              | vegyes                       | 3            |
| RONPA0588 |                        | Vlășinescu mocsarak                                          | Mlaștinile Vlășinescu                              | Nagybánya                          | IV              | botanikai                    | 3            |
| RONPA0589 |                        | Demeter-tó                                                   | Tăul lui Dumitru                                   | Felsőfernezely                     | IV              | botanikai                    | 3            |
| RONPA0590 |                        | Felsőrónai erdő                                              | Pădurea Ronișoara                                  | Felsőróna község                   | IV              | erdővédelmi                  | 62           |
| RONPA0591 |                        | Aknasugatagi Király-erdő                                     | Pădurea Crăiască                                   | Aknasugatag község                 | IV              | erdővédelmi                  | 44           |
| RONPA0592 |                        | Fehérszéki kocsányos tölgyerdő                               | Pădurea Bavna                                      | Fehérszék (Kővárhosszúfalu község) | IV              | erdővédelmi                  | 26           |
| RONPA0593 | Rónaszéki fenyves erdő | Rónaszéki fenyves erdő                                       | Pădurea de larice Coștiui                          | Rónaszék, Felsőróna község         | IV              | erdővédelmi                  | 0,70         |
| RONPA0594 | Kakastaréj             | Kakastaréj rezervátum                                        | Creasta Cocoșului                                  | Krácsfalva                         | IV              | vegyes                       | 50           |
| RONPA0595 |                        | Tatár-szoros                                                 | Cheile Tătarului                                   | Krácsfalva                         | IV              | hidrogeológiai               | 15           |
| RONPA0596 | Bábai-szoros           | Bábai-szoros                                                 | Cheile Babei                                       | Bába                               | IV              | geológiai                    | 15           |
| RONPA0597 |                        | Cornu Nedeii - Ciungii Bălăsinii rezervátum                  | Cornu Nedeii - Ciungii Bălăsinii                   | Borsa                              | IV              | faunisztikai                 | 800          |
| RONPA0598 |                        | Nagybányai szelídgesztenye-rezervátum                        | Arboretul de castan comestibil de la Baia Mare     | Nagybánya                          | IV              | erdővédelmi                  | 500          |
| RONPA0599 |                        | Iza kék forrása és barlangja                                 | Peștera și izbucul Izvorul Albastru al Izei        | Izaszacsal                         | IV              | vegyes                       | 100          |
| RONPA0600 |                        | Lápos-szoros                                                 | Cheile Lăpușului                                   | Magyarlápos                        | IV              | botanikai és geológiai       | 25           |
| RONPA0601 |                        | Comja-i Fenyőerdő Rezervátum                                 | Pădurea cu pini Comja                              | Szinérváralja                      | IV              | erdővédelmi                  | 0,50         |
| RONPA0602 |                        | Arcer–Cibles–Bran rezervátum                                 | Arcer - Țibleș Bran                                | Tőkés                              | IV              | vegyes                       | 150          |
| RONPA0603 | Farcău-csúcs           | Várkő – Vércse-tó – Mihăilecu-csúcs természetvédelmi terület | Vârful Farcău - Lacul Vinderelu - Vârful Mihăilecu | Ruszpolyána, Oroszkő               | IV              | vegyes                       | 100          |
| RONPA0604 |                        | Nagybúnyi-barlang                                            | Peștera Boiu Mare                                  | Nagybúny község                    | III             | barlangtani                  | 0,50         |
| RONPA0605 |                        | Tomnatec-Sehleanu nárciszmező                                | Poiana cu narcise Tomnatec - Sehleanu              | Oroszkő                            | IV              | florisztikai és tájképi      | 100          |
| RONPA0606 |                        | Gonosz-kő rezervátum                                         | Rezervația științifică Piatra Rea                  | Borsa                              | I,a             | vegyes                       | 50           |
| RONPA0607 |                        | Nagy Jézer-tőzegláp                                          | Mlaștina Iezerul Mare                              | Desze község                       | IV              | florisztikai és faunisztikai | 5            |
| RONPA0608 |                        | Limpedea-sziklaoszlopok                                      | Coloanele de la Limpedea                           | Nagybánya                          | III             | geológiai                    | 3            |
| RONPA0609 |                        | Ilobai andezitoszlopok                                       | Rozeta de piatră Ilba                              | Iloba                              | III             | geológiai                    | 0,50         |
| RONPA0610 |                        | Solovan domb barlangja                                       | Peștera din Dealul Solovan                         | Máramarossziget                    | IV              | barlangtani                  | 1,02         |
| RONPA0611 |                        | Fekete-tó mocsár                                             | Mlaștina Tăul Negru                                | Kohóvölgy (Erzsébetbánya község)   | IV              | botanikai                    | 1            |

## Fordítás
Ez a szócikk részben vagy egészben  a   Lista rezervaţiilor naturale din judeţul Maramureș című román Wikipédia-szócikk ezen változatának fordításán alapul.  Az eredeti cikk szerkesztőit annak laptörténete sorolja fel. Ez a jelzés csupán a megfogalmazás eredetét és a szerzői jogokat jelzi, nem szolgál a cikkben szereplő információk forrásmegjelöléseként.